# 国鉄シム3000形貨車
国鉄シム3000形貨車（こくてつシム3000がたかしゃ）は、1965年（昭和40年）に三菱重工業で10両（シム3000 - シム3009）が製造された、同社（後に分社化により三菱自動車工業）の所有する私有貨車である。車籍は、日本国有鉄道（国鉄）に編入されていた。製造当初は大物車に類別されたが、同年12月の称号規程改正により車運車に類別変更のうえ、クム3000形（クム3000 - クム3009）と改称された。

## 背景
トヨタ自動車販売用のシム1000形、ダイハツ工業用のシム2000形が製造されたことに続いて、三菱重工業もまた鉄道による新車自動車の輸送を計画し、本形式を開発した。当時三菱重工業では三菱・360や三菱・ミニカなどの軽自動車の販売が急速に伸びており、これらの輸送を目的としていた。

## 設計
全長は10,100 mm、全幅は2,720 mm、全高は3,308 mmで、自重は10.6 t、荷重は15 tであった。二段リンク式を採用した二軸車であった。この台枠は長いもので、日本の二軸車の中ではコラ1形に次ぐ長さであった。なお荷重については、自動車輸送貨車はその実荷重に比べて輸送コストが大きいことから、本形式については実際の荷重は4.6 tしかないのに対して、貨物運賃計算上の値として15 tと定められているものである。1966年（昭和41年）に運賃計算方法の改定が行われて本形式については14 tで計算されることになり、標記荷重は実荷重とも運賃計算荷重とも対応しないものとなった。これはシム1000形、シム2000形でも同様であった。
搭載する自動車は2段積みにされており、下段は横向き（枕木方向）に6台を搭載し、上段は縦向き（線路方向）に3台を搭載するようになっていた。荷役ホームからは自走して乗り込む。上段中央部はエレベーターになっており、この部分は下段に降りた状態ではターンテーブル兼用となっていた。つまり上段に積み込む自動車はまず下段に降りた状態のエレベーターに自走して横向きに乗り込み、そこでターンテーブルにより回転させて縦向きとなり、エレベーターで上段へ登って、前後の搭載位置に自走で移動するか、またはその位置のままで輸送される。このエレベーターは四隅の油圧シリンダーおよびローラーチェーンスプロケットで駆動され、この動力源として貨車の床下にガソリンエンジンと油圧ポンプが搭載されている。自動車の緊締は、ジャッキアップした上でターンバックルによっていた。

## 運用
三菱重工業水島製作所（後に三菱自動車工業の事業所となる）に近い倉敷市交通局（後の水島臨海鉄道）水島駅を常備駅として、福岡県の志免駅、新潟県の沼垂駅への輸送に用いられた。しかし製造翌年にはク5000形による輸送に切り替えられてしまった。1967年（昭和42年）3月に販売部門である三菱自動車販売の所有に変更された。1970年（昭和45年）6月には、その上段への積載方法が大きな理由となり、全車が廃車となった。